# Institución Universitaria de Envigado
La Institución Universitaria de Envigado es una institución de educación superior ubicada en el municipio de Envigado en el departamento de Antioquia, Colombia.

## Campus principal
La Institución Universitaria de Envigado está situada en el barrio Rosellón del municipio de Envigado. Dentro de sus instalaciones se halla la Biblioteca Jorge Franco Vélez, la cual cuenta con amplio material bibliográfico de las diferentes ramas del saber, como derecho, psicología, ciencias empresariales y económicas, historia, matemáticas e ingeniería, entre otras. Asimismo, se pueden encontrar dos auditorios dentro del campus.
La institución posee dos accesos: uno superior que limita con el barrio La Mina, y una inferior, que está próxima a la Iglesia de San José.

## Facultades y programas académicos
La institución está divida en cuatro facultades, desde las cuales ofrece diferentes programas de pregrado y posgrado, así como tecnologías. Estas facultades son:

### Facultad de ingeniería
La facultad de ingeniería fue creada en 1995, inicialmente con solo dos ingenierías: sistemas y electrónica; y más adelante, durante el 2001, se creó la primera tecnología de esta facultad, la cual formaba profesionales en el área de sistemas. Actualmente, en esta facultad se ofrecen los siguientes programas:
- Ingeniería de sistemas. El programa de ingeniería de sistemas de la IUE tiene un total de 149 créditos, los cuales están planteados para ser cursados a lo largo de nueve semestres.
- Ingeniería electrónica. Este pregrado está propuesto para tener una duración de diez semestres.
- Ingeniería industrial. Es el pregrado de más reciente creación de la Facultad de Ingeniería. Para titularse en esta carrera, se deben estudiar diez semestres académicos.
- Tecnología en desarrollo de sistemas de información. Es la primera tecnología que se creó en la Facultad de Ingeniería, y se propone formar tecnólogos que proporcionen soluciones informáticas para diferentes problemas dentro de contextos administrativos y de organizaciones.
- Tecnología en gestión de redes.
- Especialización en gestión de TIC empresarial.
- Especialización en seguridad de la información de las organizaciones.
- Especialización en prospectiva tecnológica.

Además de estos programas académicos, la facultad ofrece también diferentes servicios y laboratorios que pueden ser aprovechados por los miembros de esta institución universitaria, o bien, por aquellos ciudadanos que tengan ciertas necesidades relacionadas con estos espacios que se ofrecen, que son los siguientes:
- Laboratorio de electrónica
- Asesorías en electrónica
- Asesorías en programación
- Pasantías en semilleros
- Consultorio matemático
- Academia local CISCO Systems Inc.

### Facultad de ciencias jurídicas y políticas
Esta facultad ofrece los siguientes programas profesionales, de posgrado y tecnológicos:
- Derecho.
- Seguridad y salud en el trabajo.
- Técnico profesional en tránsito, transporte y seguridad vial.
- Tecnología en proyectos sociales y comunitarios.
- Especialización en derecho administrativo.
- Especialización en contratación estatal.
- Especialización en derecho disciplinario.
- Especialización en derecho laboral y la seguridad social.

Complementario a estos programas educativos, la facultad cuenta con el Centro de Conciliación y el Consultorio Jurídico.

### Facultad de ciencias empresariales
La Facultad de Ciencias Empresariales cuenta con los siguientes programas:
- Contaduría pública.
- Administración de negocios internacionales.
- Administración financiera.
- Mercadeo.
- Especialización en finanzas y proyectos.

Además, cuenta con el servicio del consultorio contable.

### Facultad de ciencias sociales
Dentro de esta facultad hallamos solo dos programas de pregrado más otras tantas especializaciones:
- Psciología
- Trabajo social
- Especialización en psicología de la actividad física y del deporte.
- Especialización en psicogerontología.

Adicional a estos programas, en la facultad de ciencias sociales se ofrecen tres servicios, a saber:
- Laboratorio de psicología.
- Consultorio psicológico social.
- Universidad de los niños, niñas y adolescentes de la IUE.